# Kristýna Zemanová
Kristýna Zemanová (27 oktober 2003) is een Tsjechische wielrenster uit Kosmonosy. Ze is vooral actief in het veldrijden en op de weg. Ze is tweevoudig kampioen veldrijden van Tsjechië bij de elite en won het brons op het WK en EK veldrijden bij de beloften in 2023.

## Palmares

### Veldrijden

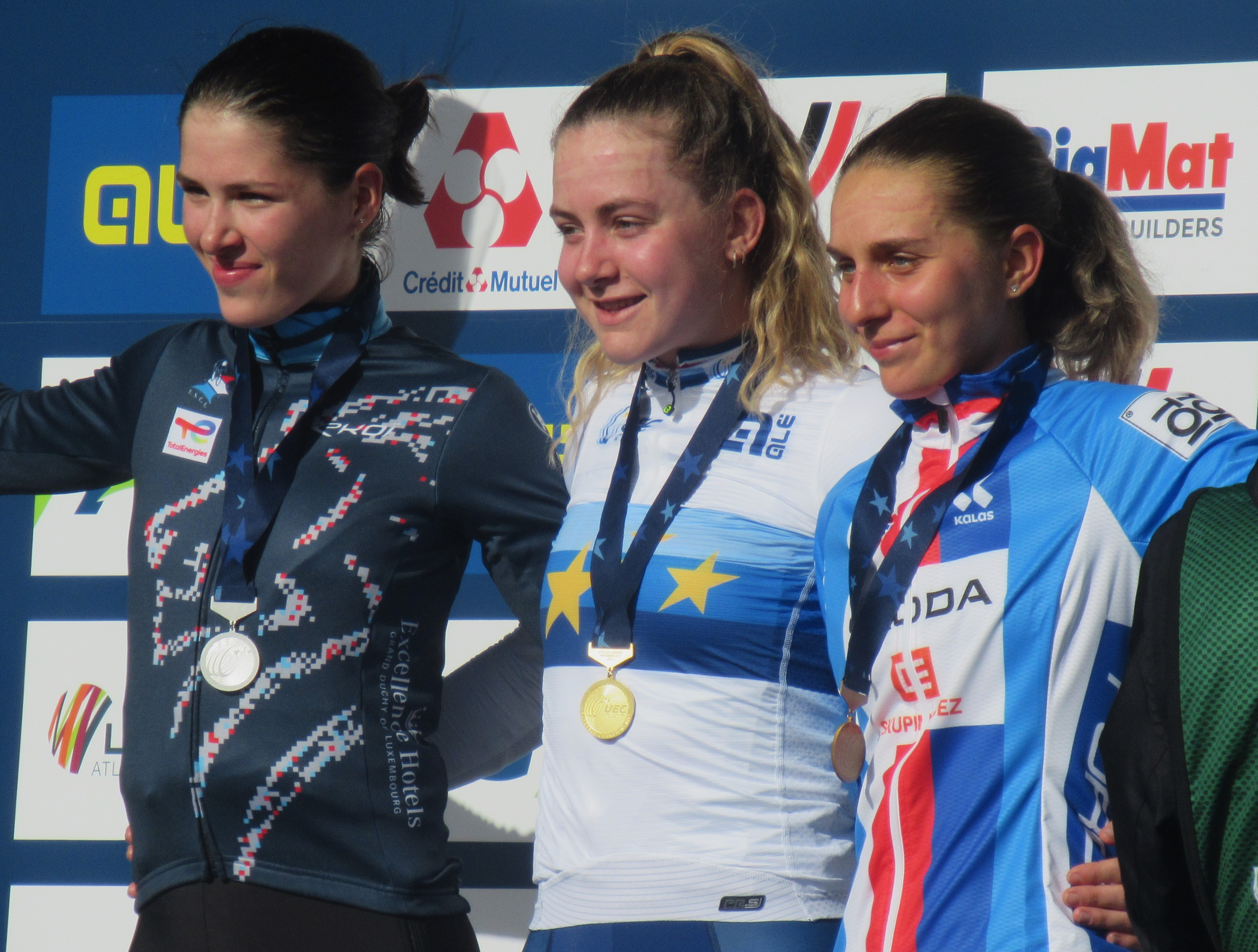
Brons op het EK 2023 in Pontchâteau.

2022-2023
 WK veldrijden beloften
2023-2024
 WK veldrijden beloften
 EK veldrijden beloften

#### Resultaten Elite
| Seizoen   |    | WK | EK | TK  |     | Klassementen | Klassementen | Klassementen | Klassementen |       | UCI- rang |    | Podia | Podia | Podia | Aantal crossen |
| Seizoen   | WB | WK | EK | TK  | SP  | Trofee       | TOI TOI      | Goud         | Zilver       | Brons | UCI- rang |    |       |       |       | Aantal crossen |
| --------- | -- | -- | -- | --- | --- | ------------ | ------------ | ------------ | ------------ | ----- | --------- | -- | ----- | ----- | ----- | -------------- |
| 2021-2022 |    | –  | –  | ↑   |     | 34e          | –            | 32e          | ↑            |       | 28        |    | 9     | –     | –     | 19             |
| 2022-2023 | –  | –  | ↑  | 25e | 33e | –            | ↑            | 17           | 6            | 3     | 2         | 23 |       |       |       |                |
| 2023-2024 |    | –  | ↑  | 15e | 20e | 18e          | 4e           |              | 7            | 4     | 1         | 19 |       |       |       |                |
| 2024-2025 |    |    | ↑  |     |     |              | ↑            |              | 6            |       |           | 6  |       |       |       |                |
| Totaal    |    | –  | –  | 4   |     | –            | –            | –            | 1            |       | –         |    | 28    | 7     | 3     | 67             |

#### Podiumplaatsen elite
| Legenda                       |
| ----------------------------- |
| Wereldkampioenschappen        |
| Continentale kampioenschappen |
| Nationale kampioenschappen    |
| Wereldbeker                   |
| Superprestige                 |
| Trofee                        |
| Overige veldritten            |

| Nr.           | Seizoen       | Datum             | Veldrit                                                 | Cat.          | Wedstrijdserie                |               |
| Overwinningen | Overwinningen | Overwinningen     | Overwinningen                                           | Overwinningen | Overwinningen                 | Overwinningen |
| ------------- | ------------- | ----------------- | ------------------------------------------------------- | ------------- | ----------------------------- | ------------- |
| 1.            | 2023-2024     | 28 september 2023 | Toi Toi Cup Kolin, Kolín (#1)                           | C2            | TOI TOI Cup (#1)              | [ 1 ]         |
| 2.            | 2023-2024     | 07 oktober 2023   | Toi Toi Cup Mlada Boleslav, Mladá Boleslav (#1)         | C2            | TOI TOI Cup (#2)              | [ 2 ]         |
| 3.            | 2023-2024     | 14 oktober 2023   | Toi Toi Cup Jicin, Jičín (#1)                           | C2            | TOI TOI Cup (#3)              | [ 3 ]         |
| 4.            | 2023-2024     | 21 oktober 2023   | Toi Toi Cup Hole Vrchy, Hole Vrchy                      | C2            | TOI TOI Cup (#4)              | [ 4 ]         |
| 5.            | 2023-2024     | 22 oktober 2023   | Grand Prix Trnava, Trnava                               | C2            | Overige (#1)                  | [ 5 ]         |
| 6.            | 2023-2024     | 02 december 2023  | Toi Toi Cup Hlinsko, Hlinsko (#1)                       | C2            | TOI TOI Cup (#5)              | [ 6 ]         |
| 7.            | 2023-2024     | 14 januari 2024   | Tsjechisch kampioenschap veldrijden, Tábor              | CN            | Tsjechisch kampioenschap (#1) | [ 7 ]         |
| 8.            | 2024-2025     | 12 oktober 2024   | HSF System Cup Hlinsko, Hlinsko (#2)                    | C2            | HSF System Cup (#6)           | [ 8 ]         |
| 9.            | 2024-2025     | 26 oktober 2024   | HSF System Cup Kolin, Kolín (#2)                        | C2            | HSF System Cup (#7)           | [ 9 ]         |
| 10.           | 2024-2025     | 16 november 2024  | HSF System Cup Rymarov, Rýmařov                         | C2            | HSF System Cup (#8)           | [ 10 ]        |
| 11.           | 2024-2025     | 23 november 2024  | HSF System Cup Mlada Boleslav, Mladá Boleslav (#2)      | C2            | HSF System Cup (#9)           | [ 11 ]        |
| 12.           | 2024-2025     | 7 december 2024   | HSF System Cup Uničov, Uničov                           | C2            | HSF System Cup (#10)          | [ 12 ]        |
| 13.           | 2024-2025     | 11 januari 2025   | Tsjechisch kampioenschap veldrijden, Jičín (#2)         | CN            | Tsjechisch kampioenschap (#2) | [ 13 ]        |
| 2e plaatsen   |               |                   |                                                         |               |                               |               |
| 1.            | 2023-2024     | 10 september 2023 | Internationaler GGEW Grand Prix Bensheim, Bensheim      | C2            | Overige (#1)                  | [ 14 ]        |
| 2.            | 2023-2024     | 30 september 2023 | Grand Prix Ostrava, Ostrava                             | C2            | Overige (#1)                  | [ 15 ]        |
| 3.            | 2023-2024     | 8 december 2023   | Ciclocross Del Ponte, Fae' Di Oderzo                    | C2            | Overige (#2)                  | [ 16 ]        |
| 4.            | 2023-2024     | 29 december 2023  | Azencross, Loenhout                                     | C1            | Exact Cross                   | [ 17 ]        |
| 3e plaatsen   |               |                   |                                                         |               |                               |               |
| 1.            | 2023-2024     | 09 september 2023 | 4 Bikes Festival Cyclocross Race Lützelbach, Lützelbach | C2            | Overige (#1)                  | [ 18 ]        |

### Op de weg
2020
 Tsjechisch kampioenschap junioren
2022
 Tsjechisch kampioenschap elite